# Susan Roberts
Susan Elizabeth Roberts (ur. 21 kwietnia 1939 w Johannesburgu) – południowoafrykańska pływaczka. Brązowa medalistka olimpijska z Melbourne.
Zawody w 1956 były jej jedynymi igrzyskami olimpijskimi. Brązowy medal zdobyła w sztafecie kraulowej, wspólnie z nią tworzyły ją także Natalie Myburgh, Moira Abernethy i Jeanette Myburgh. Miała wówczas 17 lat.